# Segong
Segong is een bestuurslaag in het regentschap Kuningan van de provincie West-Java, Indonesië. Segong telt 2561 inwoners (volkstelling 2010).